# أندريه واترس
أندريه واترس (بالإنجليزية: Andre Waters) هو لاعب كرة قدم أمريكية أمريكي، ولد في 10 مارس 1962 في بل غليد في الولايات المتحدة، وتوفي في 20 نوفمبر 2006 في تامبا في الولايات المتحدة.

## وصلات خارجية
- أندريه واترس على موقع مرجع كرة القدم المحترفة.كوم (الإنجليزية)